# María Bouzas Pérez
María Bouzas Pérez (Allariz, 28 de mayo de 1908-después de 1975) fue una maestra española represaliada por la dictadura franquista. 

## Biografía
Hija del médico Antonio Bouzas Alonso y de Aurora Pérez Buján. Hermana de Pilar Bouzas Pérez, también maestra y primera concejala de Allariz. En 1926 se casó con el médico orensano Antonio Fernández Carnicero y tuvieron dos hijos, Antonio y Roberto. 
Ejerció la docencia en Ponte Maior en 1936. Perteneció a la Asociación de Trabajadores de la Enseñanza de Orense (ATEO) y al Partido Comunista, al igual que su marido.
Tras el golpe de Estado del 18 de julio de 1936, fue cesada como docente a principios de agosto por ser una de las dirigentes de la ATEO. Ella y sus hijos se marcharon a Francia para embarcar rumbo a México y reunirse allí con su marido. Llegaron a Veracruz a bordo del vapor Orinoco en febrero de 1939.
En México siguió dedicándose a la docencia. Ella y su esposo continuaron también ligados al activismo político en el exilio. Tras la muerte de Franco, regresó a España con su familia.